# Bergen (Alemania)
Bergen es una ciudad situada en el distrito de Celle, en Baja Sajonia, Alemania. Tiene una población estimada, a fines de 2022, de 13 532 habitantes.
La ciudad se divide en 13 distritos o barrios: Becklingen, Belsen, Bergen, Bleckmar, Diesten, Döhnsen, Eversen, Hagen, Hassel, Nindorf, Offen, Sülze y Wardböhmen.
Hasta 2015 hubo en las cercanías de la ciudad una base militar de la OTAN. Los soldados británicos destinados allí y sus familias elevaban la población de Bergen hasta aproximadamente 15 000 habitantes.

## Historia
La ciudad fue mencionada en los registros por primera vez en 1197 y pronto se convirtió en un centro eclesiástico. Al ser la sede de los alguaciles del distrito (amtsvögte), se convirtió rápidamente en un centro administrativo y judicial.
Tras la anexión del Reino de Hannover por parte de Prusia en 1866, la mancomunidad (amt) de Bergen, formada en 1852, fue incorporada al distrito de Fallingbostel, el cual había sido creado en 1867. Durante la reorganización de distritos en 1885, la mancomunidad fue transferida al recientemente creado distrito de Celle.
Si el desarrollo de Bergen fue bastante lento durante la Edad Media y principios de la Edad Moderna, debido principalmente a los incendios de 1354, 1585 y 1796, la reforma agraria del siglo XIX y la conexión del pueblo al ferrocarril Celle-Soltau llevaron a cambios trascendentales. En especial, la creación del área de entrenamiento militar Bergen-Hohne en 1935 incentivó el inicio de un periodo de urbanización que llevó a la transformación de Bergen de una aldea cuya economía estaba centrada en la agricultura en la pequeña ciudad que es hoy en día, caracterizada por el comercio y los servicios y en donde la agricultura ha perdido casi por completo su importancia.
Hoy en día la ciudad es un municipio de la parte norte del distrito de Celle y es, si se excluye a Celle, la única entidad política del distrito que ha recibido el estatus de ciudad (en este caso en 1957).
En el marco de la reforma administrativa y regional de Baja Sajonia, los municipios de Bergen, Becklingen, Belsen, Bleckmar, Dohnsen, Offen y Wardböhmen se fusionaron en 1970. Posteriormente, en 1972, se incorporaron a la nueva entidad los municipios de Diesten, Eversen, Hassel, Nindorf y Sülze. Esto incrementó considerablemente su población y su área. El área original del pueblo de Bergen era de 11 km²; después de la reforma municipal, creció a 163 km².

## Instituciones Públicas

### Cortes de Distrito

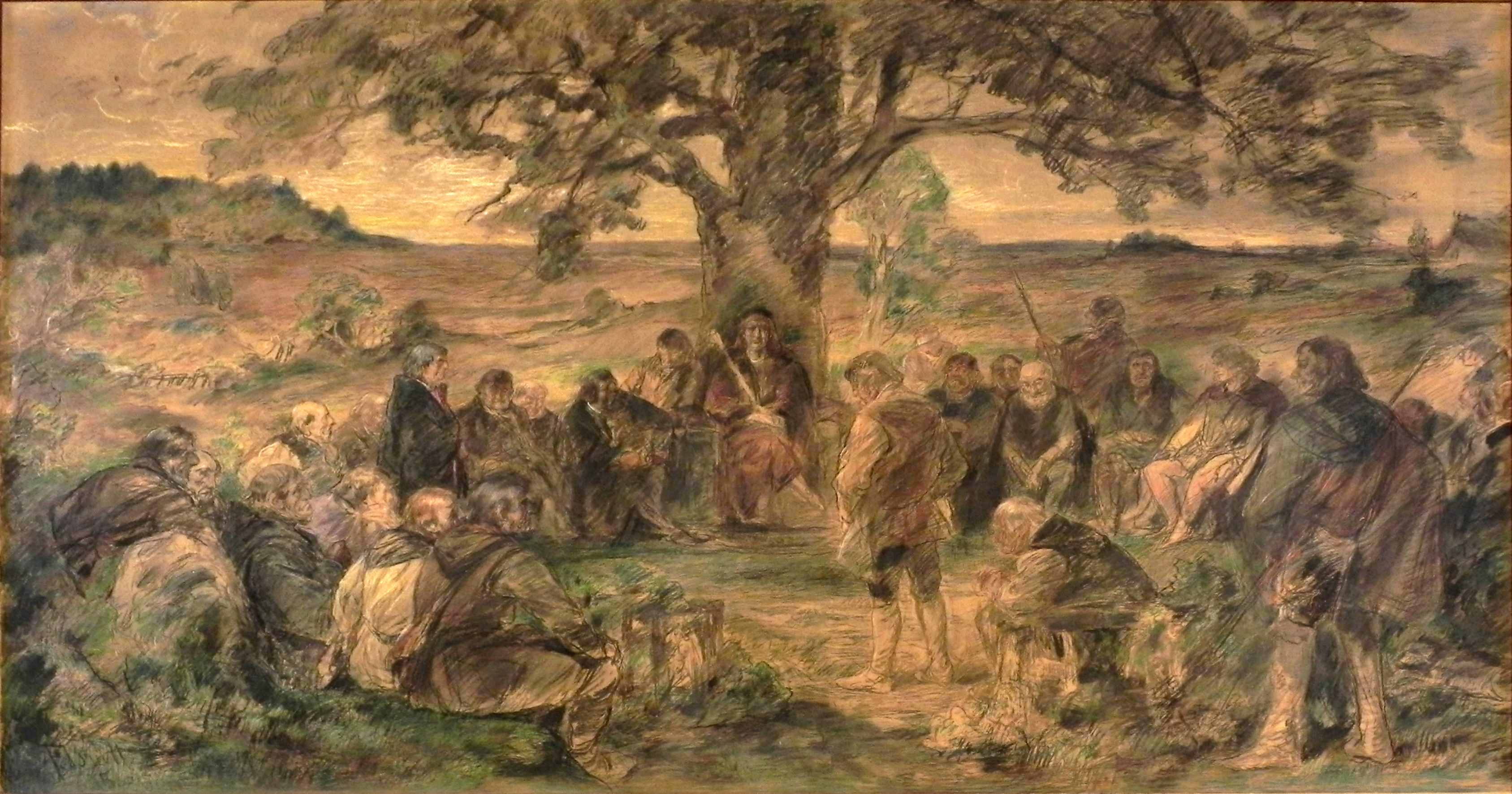
El Gogericht de Ferdinand Brütt que está colgado en el actual salón del consejo de la alcaldía.

Desde el siglo XV las parroquias de Bergen y Wietzendorf formaban parte de un distrito jurídico unificado o Gogericht. A partir de 1437 a 1852, las cortes fueron presididas por los jueces conocidos como Gografen. Fueron subordinados al tutelaje o Vogtei de Celle, el cual se convertiría más adelante en Großvogtei. El primer Gograf fue Ludermann Tunderen (1437-1445). A partir de 1674 el nuevo distrito constitucional de Lüneburg estableció las responsabilidades de los tutores de distrito (Amtsvogteien). Hasta el final de la guerra de los Treinta Años la residencia privada de los tutores de distrito (Amtsvögte) también sirvió como su oficina (Amtssitz).
En 1651 la antigua casa de Kocksche Kote, Bergen n.º 5, que pagaba cuotas a la Abadía de San Miguel en Lüneburg, se convirtió en la sede oficial del juez de distrito. En 1653 el gobierno compró la granja de los herederos del juez de distrito, Cord Brase, y allí construyó el edificio del tutor del distrito (Amtsvogteigebäude). En 1709 el edificio fue reconstruido por completo bajo el nuevo tutor, Jost Heinrich Wolff (la escuela primaria de Bergen recibió su nombre en su honor). En 1852 hubo una separación del poder judicial del administrativo dentro del Reino de Hannover. A partir de allí se aplicó la ley prusiana y hubo tanto una oficina de distrito (Amt Bergen) como una corte de distrito (Amtsgericht Bergen). A raíz de estas reformas, el Vogtei de Wietzendorf fue separado de Bergen. El primer juez de distrito (Amtsrichter) fue Ernst August Eggert von Estorff. En las tierras de la corte de distrito, que llegan a los 6.480 m², existe un edificio de oficians, un edificio residencial, una prisión de distrito y varios otros edificios. En 1945 hubo una reforma de las cortes alemanas. La corte de distrito en Bergen se convirtió en la rama de la corte de distrito de Celle. El 1 de julio de 1973 la Corte de Distrito de Bergen fue cerrada.

### Alcaldía

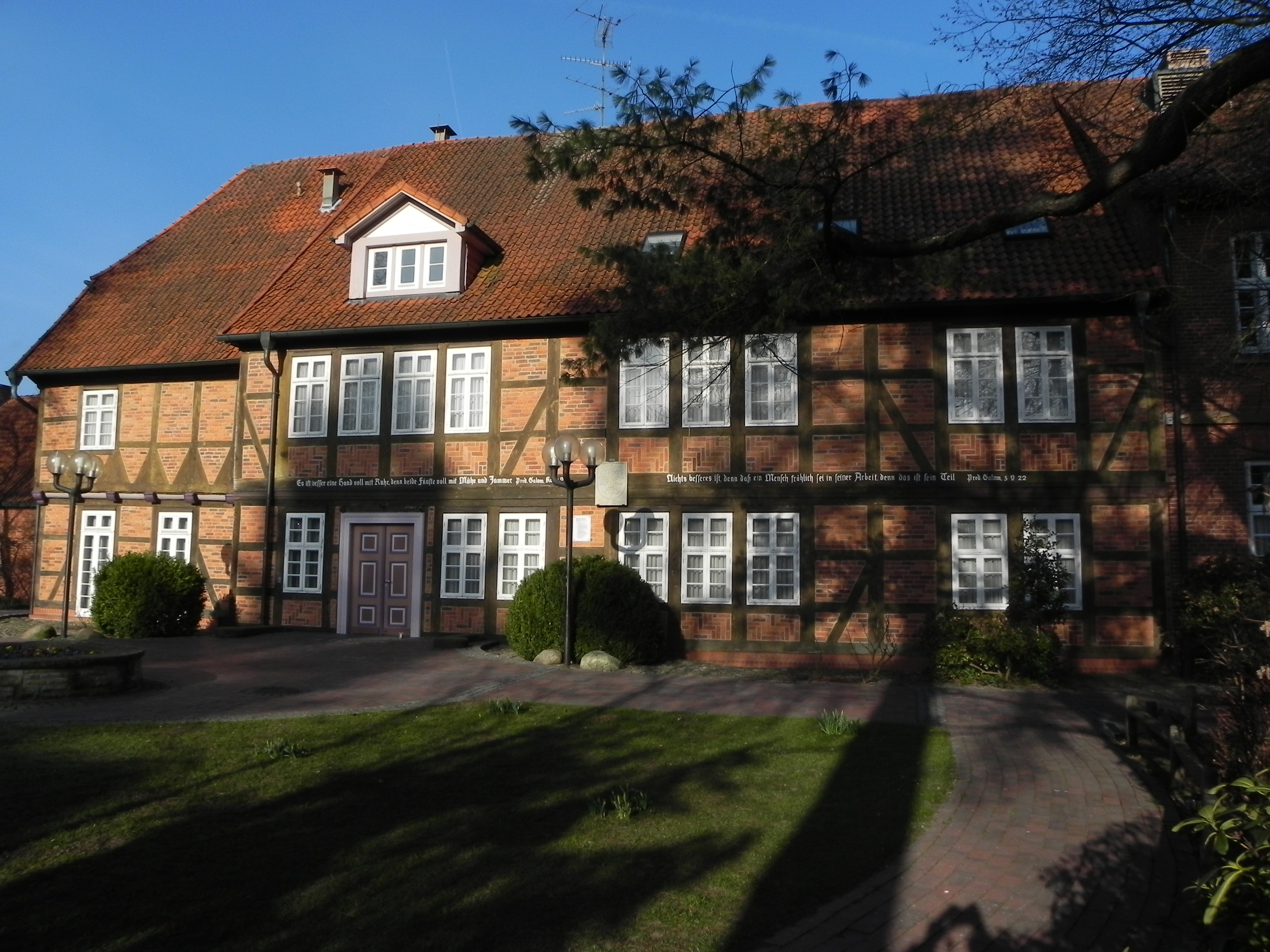
El Stadthaus (ex-corte de distrito)

En 1975 el pueblo de Bergen vendió las tierras de la antigua corte de distrito. Inicialmente fue utilizada como un centro juvenil, pero hubo planes para construir un centro de entretenimiento o una biblioteca. Incluso se consideró una escuela para policías. En 1979 se decidió vender la vieja alcaldía y trasladar las oficinas del consejo aquí. Debido a que las negociaciones sobre la venta se alargaron y un gran número de ciudadanos estaban en contra de la propuesta, finalmente se desistió de realizar la transacción. El 20 de octubre de 1981 se decidió construir un nuevo edificio municipal con un salón de banquetes. La vieja oficina de distrito de 1653-1709 y la prisión de distrito de 1853 fueron preservados casi en su totalidad como edificios históricos y fueron integrados. En una competición entre arquitectos, Hans-Joachim Ehrich de Brunswick ganó el primer lugar por su diseño. En 1984 se inició la reconstrucción y el 6 de diciembre de 1985 la nueva alcaldía o Stadthaus fue inaugurada. Tuvo un costo superior a los siete millones de marcos. Tiene un salón de banquetes con capacidad de hasta 530 personas con un escenario y cuartos laterales, salones de eventos, un salón de consejo con una galería y varios salones de conferencias. En la sala del consejo del Stadthaus está colgada la pintura Gogericht del artista de Bergen, Ferdinand Brütt (1849−1936). Fue un precursor al cuadro en la Corte Estatal de Lüneburg (Landgericht Lüneburg).

### Museo de Historia Local Römstedthaus

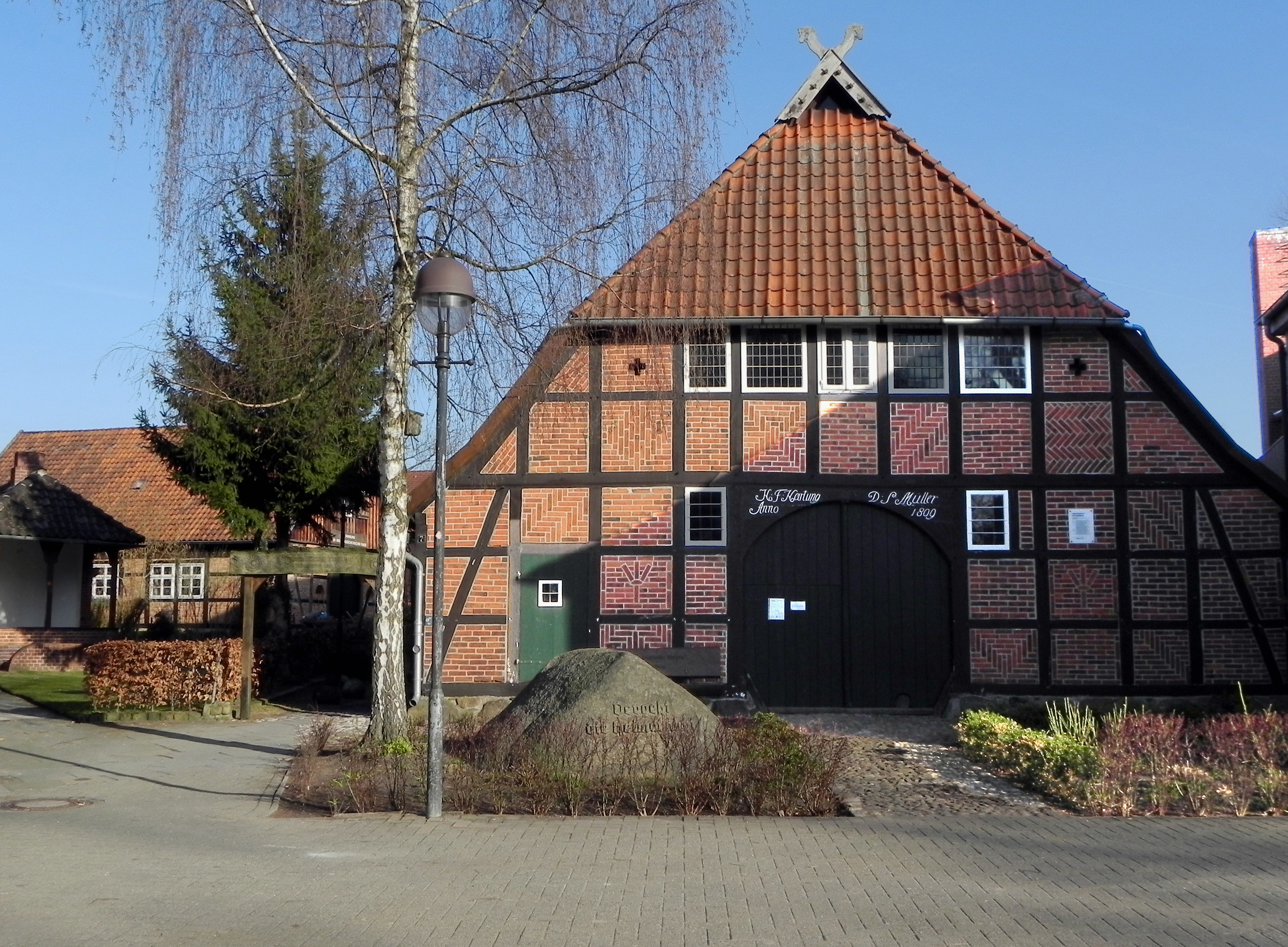
Museo de Historia Local Römstedthaus

El Römstedthaus es un museo en una granja dedicado a la historia local y regional. Su enfoque se basa en la vida del campo hasta finales del siglo XIX. Está ubicada en una antigua casa ahumadora (Rauchhaus), de unos 350 años de antigüedad, y que aún se encuentra en el mismo lugar donde fue construida originalmente. La antigua propiedad y cabaña de la iglesia (Pfarrkote) fue mencionada por primera vez en 1438. En ese entonces el granjero se llamaba "Wobbeke Scroders". En 1831 la cabaña y la tierra fueron alquiladas, y la casa continuó siendo usada para ahumar jamón y cecinas hasta 1912. La Sociedad de Historia Local de Bergen compró la casa en 1912. El preceptor, Friedrich Römstedt (1849-1930), amobló la casa con una colección de artefactos prehistóricos e históricos locales. El museo abrió sus puertas en 1913.

## Cultura y lugares de interés
En el centro del pueblo, en la Friedensplatz ("Plaza de la Paz") justo al lado de la Iglesia de San Lambert, hay tres memoriales:
- Un memorial de guerra a los caídos en la Primera Guerra Mundial (1914–1918) y Segunda Guerra Mundial (1939–1945). Fue inaugurado el 30 de abril de 1922. En la parte frontal se lee la inscripción "Das Kirchspiel Bergen 1914–1918 seinen Helden" ("La parroquia de Bergen 1914–1918 [en honor a] sus heroes") y en la parte de atrás: "Die Liebe höret nimmer auf" ("El amor no tiene fin").
- Un monumento de arenisca - con una placa de mármol en memoria de los caídos en la guerra franco-prusiana (1870-71). Fue inaugurado el 22 de enero de 1878. La placa de mármol lleva la inscripción "In Erinnerung an die in den Jahren 1870 u. 71 gefallenen Krieger aus dem Kirchspiel Bergen" ("In memoria de aquellos guerreros de la parroquia de Bergen que cayeron en los años 1870 y 1871").
- Un monumento a la paz - que tiene una historia peculiar. Fue construido originalmente para las celebraciones de paz en la ocasión del fin de la ocupación francesa. En la Batalla de Leipzig (octubre de 1813) las tropas del Emperador Napoleón Bonaparte fueron derrotadas y se firmó el Primer Tratado de París (30 de mayo de 1814). Por órdenes del príncipe-regente (Jorge IV del Reino Unido) todas las iglesias celebrarían un festival de la paz el 24 de julio de 1814. La plaza, que se conoce como Buernbrink y se utiliza para ferias anuales, recibió el nombre de Friedensplatz ("Plaza de la Paz"). Un poste de madera fue erigido con la inscripción "Zur Friedensfeier! Bergen, den 24. Juli 1814" – "Dem Vaterlande Heil" – "Friede dem Jahrhunderte" ("El Festival de la Paz! Bergen, 24 de julio de 1814" - "Salvación a la patria" - "Paz por los siglos"). A mediados del siglo XIX, el poste, que con el paso de los años se había podrido, se cayó y fue reemplazado en 1865 por otro monumento de madera por el 50 aniversario de la Batalla de Waterloo. Ese monumento también se deterioró y fue reemplazado por el monumento actual de arenisca. Este tiene la siguiente inscripción: Zur Friedensfeier – Bergen, den 24. Juli – 1814. Erneuert zur – 50 jährigen Jubelfeier – der Schlacht bei – Waterloo – am 18. Juni 1865 – und errichtet in Stein – 1898 ("En honor a las celebraciones de paz en Bergen el 24 de julio de 1814. Restaurado para la celebración del 50 aniversario de la Batalla de Waterloo y erigido en piedra en 1898")

En la parte trasera del monumento está el monograma en cursiva "GR" (Georgius Rex) de Jorge V Rey de Hannover. En los costados están las palabras: Dem Vaterlande Heil ("Salvación a la Patria") y Friede dem Jahrhunderte ("Paz por los siglos").
Debido a la presencia de tropas extranjeras en el área, incluyendo a neerlandeses y británicos, tanto militares como sus familias visitan o viven en Bergen. Esto tiene una fuerte influencia sobre el ambiente cultural del pueblo; por ejemplo, se celebra un carnaval típico neerlandés todos los años que es muy poco común para el área. La base militar británica Bergen-Hohne celebra la noche de hoguera los 5 de noviembre, celebración que está abierta al público en general de Bergen para que puedan forjar fuertes lazos con la comunidad.

Monumentos en el centro de Bergen
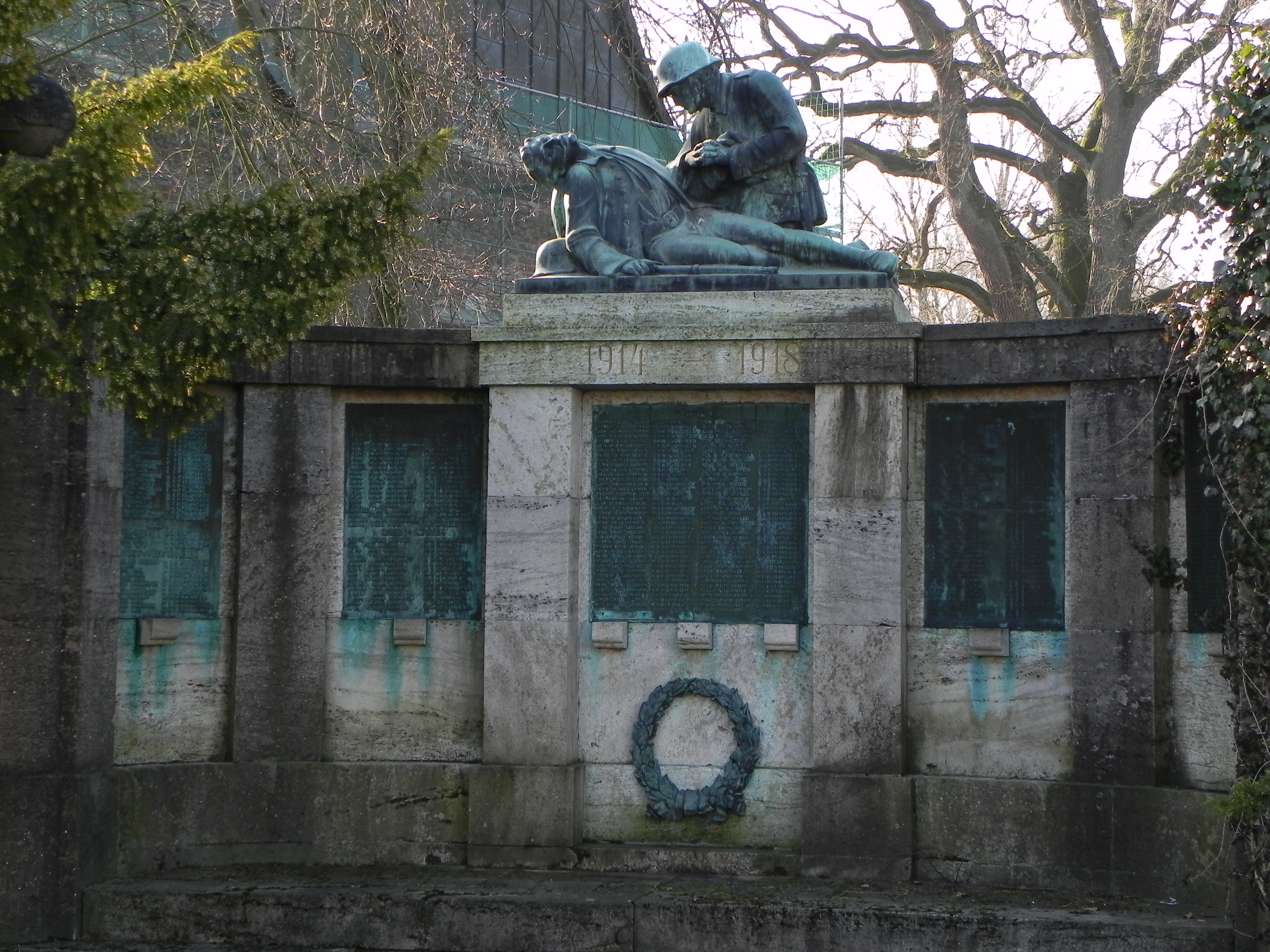
Memoriales de guerra de 1914-18
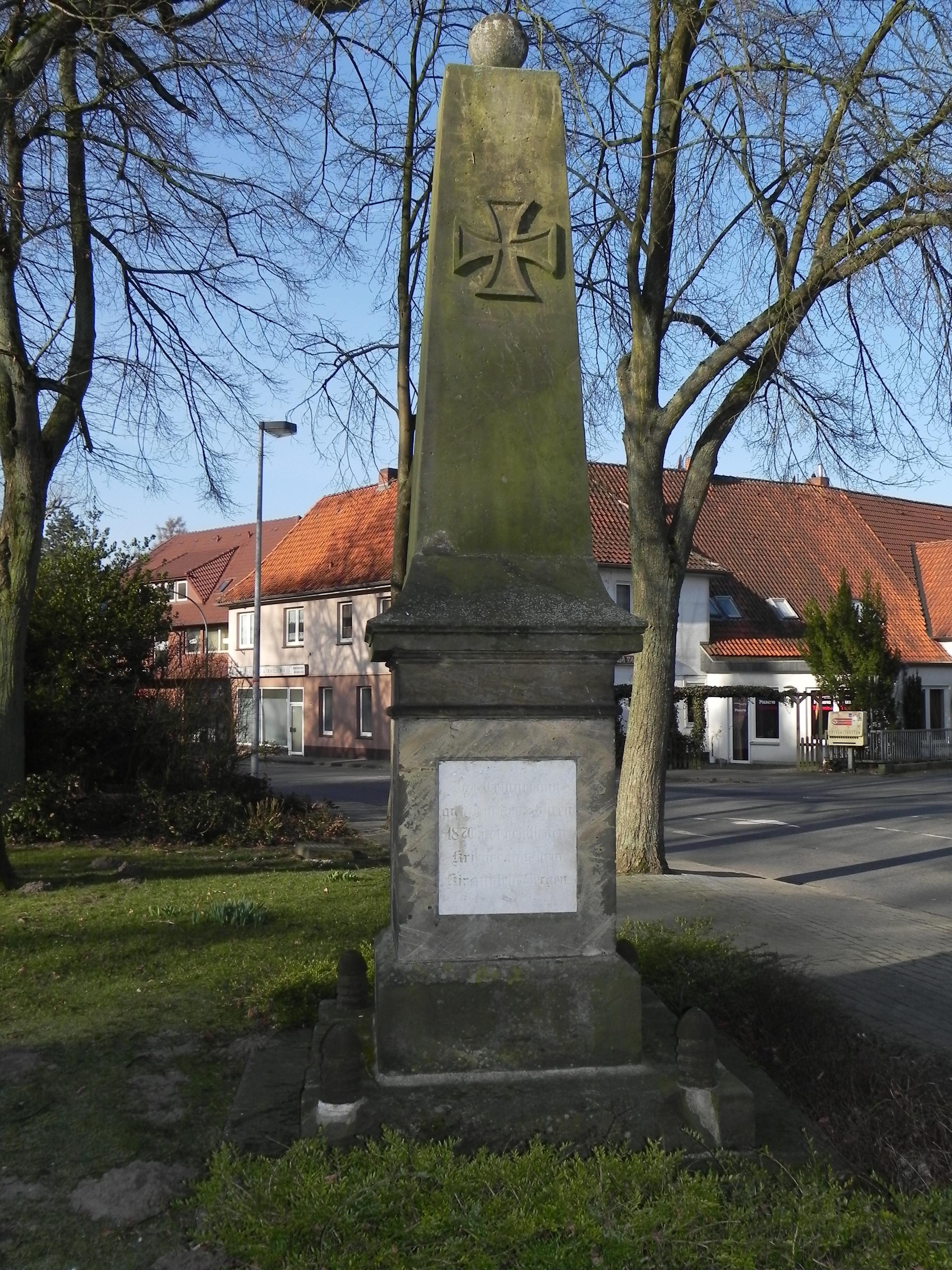
Monumento a los caídos de 1870-71
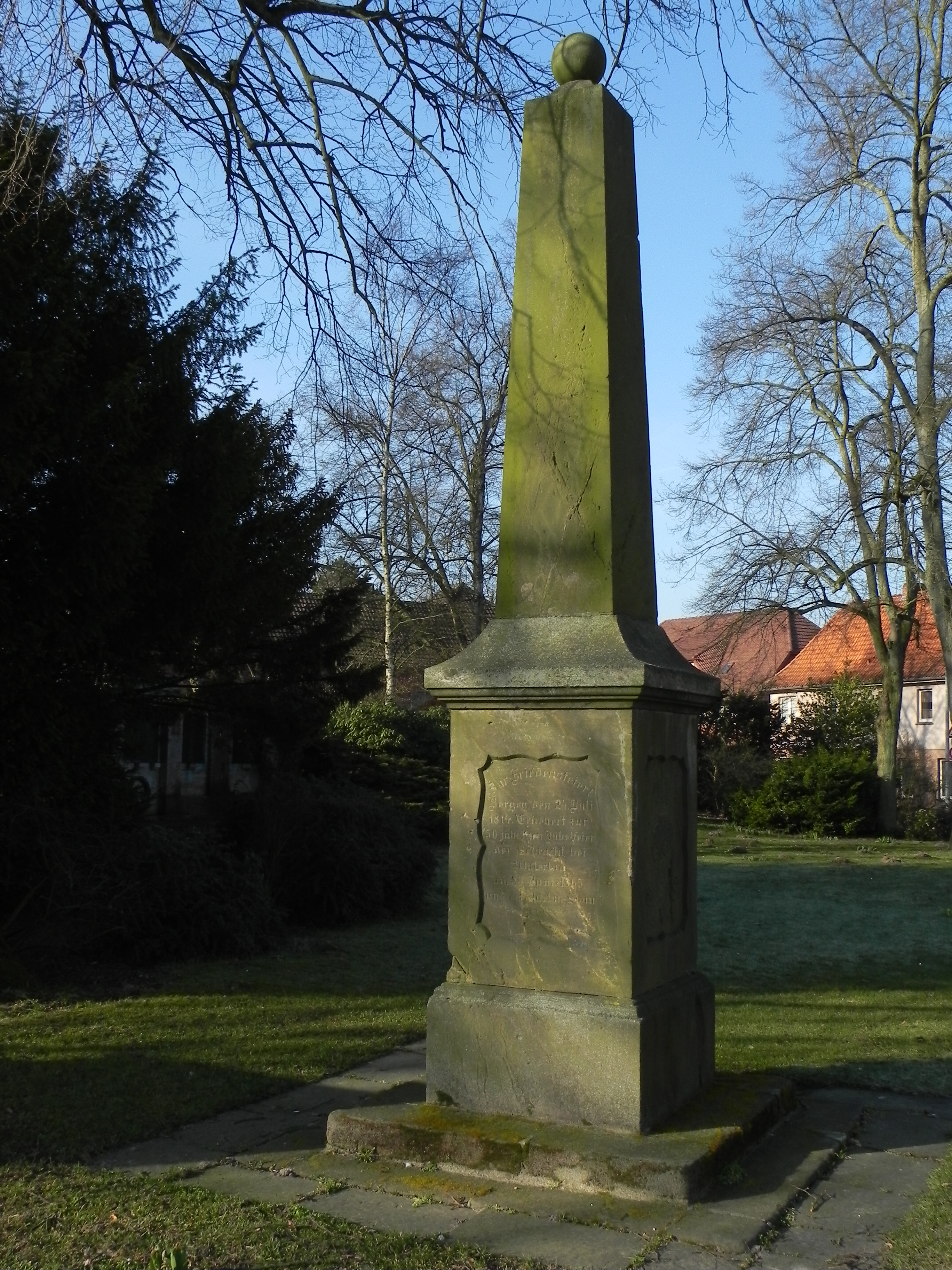
Monumento que marca el fin de la ocupación francesa y el 50 aniversario de la Batalla de Waterloo.

## Iglesias y organizaciones religiosas
- Iglesia de St.-Lamberti
- Iglesia Evangélica Libre de Bergen (Evangelische Freikirche Bergen)
- Iglesia de la Expiación de la Preciosa Sangre (Sühnekirche vom Kostbaren Blut)
- Misión Bleckmar de la Misión de la Iglesia Luterana (Lutherische Kirchenmission Bleckmarer Mission e. V.)

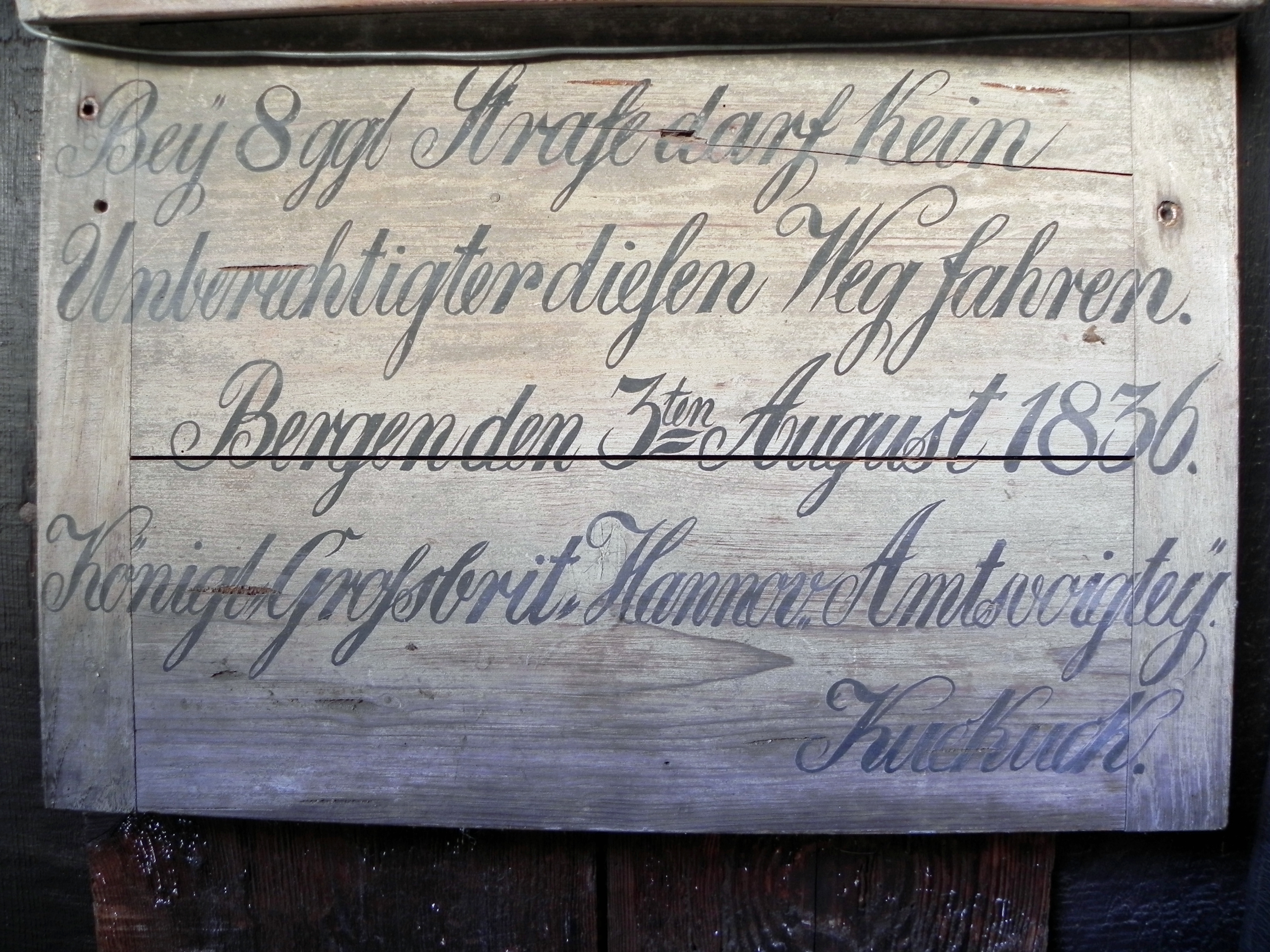
Letrero de 1836 de "prohibida la entrada" por órdenes de la "Gran Oficina Distrital Real Británica y Hanoveriana".

## Transporte
Bergen se encuentra sobre la carretera federal B 3, que va desde Celle, via Soltau, hasta Ovelgönne, cerca de Buxtehude. Varios caminos estatales (landesstraßen) conectan al área aledaña, la cual es principalmente agrícola y llevan, inter alia, a Hermannsburg y Winsen. La conexión más cercana a una autopista es la Soltau Süd en la A7 autobahn de Hamburg a Hannover. Además, el tren Celle–Soltau pasa por el pueblo. Este último ya no provee el servicio de transporte de pasajeros, pero sigue siendo muy importante para el transporte de carga.

## Servicios públicos
Entre Bergen, Meißendorf y Fallingbostel, aproximadamente en la zona entre la A 7 y la B 3, se encuentra el área de entrenamiento militar de la OTAN de Bergen-Hohne. Para crear esta ára de entrenamiento, varias aldeas, entre ellas Hartem, fueron evacuadas en 1938, junto con otras viviendas independientes. Algunas de las ruinas aún están visibles. La aldea más grande de la zona es Ostenholz, la cual no fue demolida y es como una isla de viviendas dentro del área de entrenamiento. Dentro del terreno militar se encuentra los famosos dolmens de Sieben Steinhäuser, los cuales pueden ser visitados desde Ostenholz.

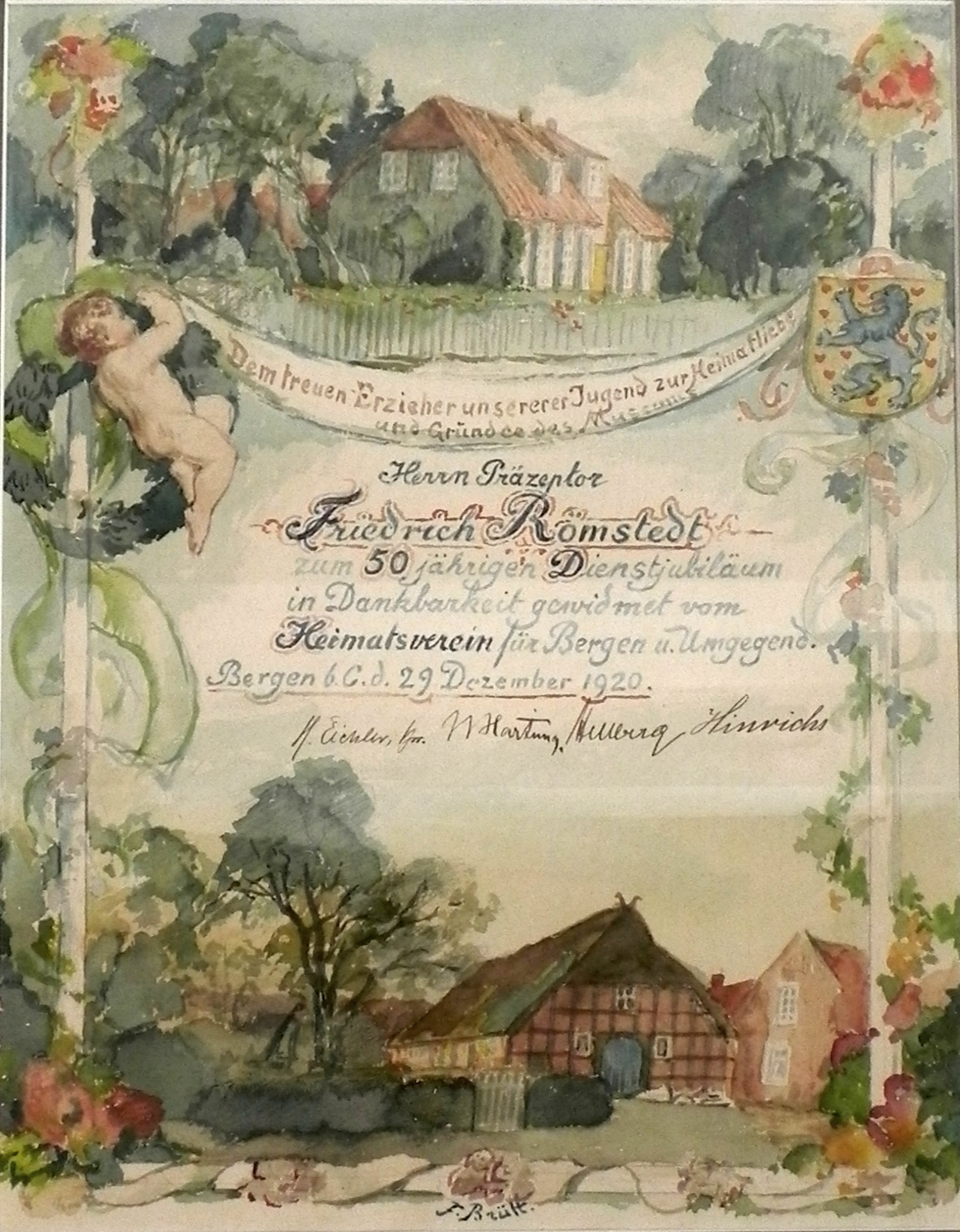
Dibujo del Prof. Brütt por el 50 aniversario del Preceptor de Römstedt

El Römstedthaus es un museo de historia local y regional. En este viejo establo de 1660, que fue convertido en 1913 por Friederich Römstedt en un museo, existen varias exhibiciones sobre temas de la historia local. Por ejemplo, la vida diaria en la granja en siglos pasados es presentada en una serie de cuartos ordenados históricamente y varias técnicas agrícolas antiguas son demostradas. En la exhibición permanente hay información sobre los descubrimientos prehistóricos y de principios de la historia en el área local.
Décadas atrás, Bergen contaba con una corte de condado (Amtsgericht), pero su jurisidcción fue transferida a Celle.

## Personas destacadas de Bergen
- Ludwig Otto Adelbert Spitta (n 27 de noviembre de 1845 en Wechold; m 27 de mayo de 1901 en Hamelin), el hijo de un teólogo alemán y una poeta. Entre 1872 y 1881 fue el pastor en Bergen. Era conocido por sus sermones con temas históricos locales y regionales que también fueron incluidos en un libro de 1875 de sermones y charlas.[7]
- Ferdinand Brütt (n 13 de julio de 1849 en Hamburg; m 6 de noviembre de 1936 en Bergen) fue un pintor alemán. Brütt era primo lejano del escultor Adolf Brütt.
- Detlef Klahr (n. 1957), desde 2007 es el diácono de la diócesi de Friesland Oriental de la Iglesia Evangélica Luterana Estatal de Hannover.